# Liebe ist für alle da
A Liebe ist für alle da a Rammstein német együttes hatodik stúdióalbuma, mely 2009. október 16-án jelent meg az Universal gondozásában.Az USA-ban 4 nappal később, október 20-án került a boltokba. Az album címét 2009. szeptember 1-jén jelentették be egy reklámfilm mellett, ami a Pussy című dal videóklipjének néhány jelenetét tartalmazta. Mint minden stúdióalbumuk ez is 11 számot tartalmaz, a limitált kiadáshoz egy bónusz lemez is jár további négy új dallal, valamint a Roter Sand szimfonikus változatával.
A lemezt Németországban 2009. november 5-én tiltólistára tették a Családügyi Minisztérium kérelmére, amely azzal indokolta ezt, hogy az Ich tu dir weh (magyarul): bántalak) és a CD szövegkönyvében található egyik fénykép dicsőíti az erőszakos cselekedeteket. Ennek a döntésnek köszönhetően a lemez eredeti változatát 2009. november 11-étől már csak felnőttek vásárolhatják meg, és az albumot nem szabad reklámozni. Az együttes a hír hallatán bejelentette, hogy november 14-én új változatban jelenteti meg az albumot a kifogásolt dal és fénykép nélkül.
A Rammstein az albummal 2009. november 8-án koncertezett először. A helyszín a lisszaboni Pavilhão Atlântico volt Portugáliában.

## A CD szereplése a nemzetközi listákon
Ausztriában, Mexikóban, Hollandiában, Dániában, Svájcban és Csehországban első helyen zárt, Finnországban pedig a hivatalos megjelenés előtt platinalemez lett. Franciaországban a 3. helyen zárt, eddig ez a Rammstein-album szerepelt a legjobban a francia listákon. Németországban az album listavezető volt a cenzúrázott verzió megjelenéséig. Az Amerikai Egyesült Államokban a 13. helyen zárt, ami az együttes eddigi legjobb eredménye a tengerentúli listákon. A magyarországi listákon a 10. helyen zárt a megjelenés hetében.

## Számlista
1. Rammlied (Zúzónóta) – 05:19
2. Ich tu dir weh (Fájdalmat okozok neked) – 05:02
3. Waidmanns Heil (Vadászüdvözlés)– 03:33
4. Haifisch (Cápa)– 03:45
5. B******** (Bückstabü)– 04:15
6. Frühling in Paris (Tavasz Párizsban) – 04:45
7. Wiener Blut (Bécsi vér) – 03:53
8. Pussy (Punci)– 04:00
9. Liebe ist für alle da (A szerelem mindenki számára elérhető) – 03:26
10. Mehr (Több)– 04:09
11. Roter Sand (Vörös homok) – 03:59

Rammlied - A Rammlied az album első száma, mely a LIFAD tour kezdő dala is.  Koncert közben az Ich tu dir weh című dal videóklipjében használt effektet használják, az énekes Till Lindemann szájából fény tör elő, ha megszólal. A koncerten az énekes Till Lindemann egy vörös hentesruhára emlékeztető öltözetet visel, illetve vörös tollakat tett fel a nyakára. Ezzel a főnixet szimbolizálja, hogy a Rammstein a hamvaiból támadt fel több éves kihagyás után.
Ich tu dir weh - A szám a szado-mazo témát dolgozza fel és a brutális dalszöveg miatt az albumot Németországban betiltotta az ifjúságot veszélyeztető médiát vizsgáló szövetségi hivatal.  Az albumnak egy cenzúrázott kiadása is megjelent ezek után, ami csak 10 számot tartalmaz, az Ich tu dir weh helyett 4 percnyi csönd van, és a borítón ki van húzva a számlistáról.
Waidmanns Heil – A cím jelentése "vadászüdvözlés", ezzel a felkiáltással üdvözlik egymást a német vadászok. A dalban a téma miatt rengeteg vadászattal kapcsolatos szakszó található, valamint a számban vadászkürt is hallható.
Haifisch – A szám az együttes és a rajongók kapcsolatáról szól, mindkét fél szemszögére található benne utalás. A refrént Bertolt Brecht Koldusoperájából (Die Dreigroschenoper) az úgynevezett Vásári rigmus Penge Mackie-ről (Die Moritat von Mackie Messer) inspirálta. A LIFAD turnén ezen szám alatt használják azt az effektet, amikor az egyik tag gumicsónakban ülve szörfözik a tömeg felett.
B******** (Bückstabü) - A gitáros, Richard Z. Kruspe elmondása szerint a Bückstabü szónak semmi negatív jelentése nincs. Csupán az együttes által kitalált szó, mely azt jelenti, hogy "amit csak akarsz".
Frühling in Paris – A szerelem témájú szám refrénje franciául van, és idézet Édith Piaf Non, je ne regrette rien című dalából.
Wiener Blut – A szám az amstetteni vérfertőzési ügyet dolgozza fel. Az együttesnek már volt egy hasonló dala, a Mein Teil Armin Meiwes hírhedt kannibál-esetéről szól. A szám a koncertek egyik leglátványosabb eleme, a kellékek között zöld lézer, robbanó babák, és lángcsóvák is szerepelnek.
Pussy - A Pussy volt az első kislemez az albumról, 2009. szeptember 18-án jelent meg. A szám szélsőségesen megosztotta a közönséget és a kritikusokat. A gitáros, Paul Landers szerint az együttes a dal megítélésében minden álláspontnak igazat ad. A legtöbb médium elzárkózott a dalhoz készített videókliptől, ami egy amatőr pornóoldalon debütált.
Liebe ist für alle da – Az album címét is adó szám mondanivalójában a Feuer und Wasser és Du riechst so Gut című dalok témáját viszi tovább. Az album köré szervezett turnén a számot csak 2009-ben játszották, 2010-re a Du riechst so gut került a helyére.
Mehr – A dalról elterjedt, hogy a jelenlegi gazdasági világválságról szól, de ezt Christoph Schneider egy interjújában cáfolta, és csupán véletlen egybeesés a dalszöveg és a válság közötti összefüggés.
Roter Sand – A szám eredeti változata a bónusz CD-n fellelhető Liese című dal volt, amit az együttes folyamatosan fejlesztett. A Liese-vel először Oliver Riedel, Till Lindemann és Christian "Flake" Lorenz állt elő. Ennek eredménye lett végül a Roter Sand, miután a zenekar többi tagja is foglalkozott az ötlettel. Mikor mindkét verzió elkészült, nem tudtak megegyezni, hogy melyiket tegyék a CD-re, így végül mindkettő felkerült.

### Bónusz CD
1. Führe mich (Vezess)– 04:34
2. Donaukinder (Dunagyermekek)– 05:18
3. Halt (Állj)– 04:21
4. Roter Sand (Orchester Version) – 04:06
5. Liese (Liese)– 03:56

### iTunes Exclusive Track
1. Rammlied (Thrash-Terpiece Remix) – 6:19